# Nura Bazdulj-Hubijar
Nura Bazdulj-Hubijar (ur. 20 sierpnia 1951 w Mrđenovići) – bośniacka mikrobiolog, pisarka, poetka i dramaturg. Jest laureatką wielu nagród literackich.

## Życiorys
Nura Bazdulj-Hubijar urodziła się we wsi Mrđenovići niedaleko Fočy. Od 1954 roku mieszkała w Sarajewie, gdzie się kształciła, a po ukończeniu medycyny w 1975 roku przeprowadziła się do Travnika. Pracuje jako lekarz, specjalista w dziedzinie mikrobiologii. Oprócz prac z zakresu w mikrobiologii opublikowała wiele powieści, wierszy i sztuk. Jej utwory są tłumaczone na angielski, holenderski, norweski, szwedzki, słowacki, węgierski i angielski. Jest laureatką wielu nagród i wyróżnień literackich.
W 2005 otrzymała nagrodę V.B.Z. za książkę Kad je bio juli. W 2009 roku była nominowana do nagrody im. Astrid Lindgren międzynarodowej literatury dziecięcej, ustanowionej przez szwedzki rząd.

## Wybrana twórczość
- Ja, slavni Ja, 1988
- Ruža, 1990
- Ljubav je sihirbaz babo, 1994
- Naše međutim je rat, 1995
- Rosa canina, 1996
- Okrutnost raja, 1997
- Braća, 1998
- Amanet, 1999
- Baš mi je žao, 1999
- Kako sam ribu učio da pliva, 2000
- Šta te muči, Tamaguči, 2000
- Bizarne storije, 2001
- Čekajući Tahira, 2002
- Priče o slovima, 2002
- Duša i cvijet, 2003
- Noć u brelima, 2003
- Nevjestinski ponor, 2004
- Kad je bio juli,200
- Više ne čekam Tahira, 2008
- Smrt je došla prekasno, 2008
- Priča o Zlatanu i vili izvorkinji, 2008
- Doba nevinosti, 2008
- Plavi kombi, 2009
- I ja njega volim: Plavi kombi II, 2010
- Sjećanje na plava brda, 2010
- Spavaj Anđela, 2011
- Osluhni zašto plače, 2013